# Orla Lehmann
Peter Martin Orla Lehmann, född den 19 maj 1810 i Köpenhamn, död den 13 september 1870, var en dansk statsman. 

## Biografi
Lehmann var son till dåvarande assessorn, sedermera deputeraden i Kommerskollegiet (1832-40) och konferensrådet Martin Lehmann (1775-1856). Trots att fadern var avgjort tyskt sinnad och Lehmann i hemmet fick tysk uppfostran samt till 1824 gick i tysk skola i Köpenhamn, fick han tidigt ett utpräglat danskt sinnelag. 
1827 blev han student och 1833 juris kandidat. 1832 uppträdde han för första gången som politisk skriftställare, med en anmälan av greve F.A. Holsteins flygskrift om provinsialständerna. Det var också Lehmann, som i november 1836 i Trykkefrihedsselskabet först tog till orda för "det danska i Slesvig". 
1835 blev han medarbetare i den frisinnade tidningen "Kjöbenhavnsposten", och då Fædrelandet i december 1839 blev daglig tidning, ingick Lehmann i dess redaktion (där han kvarstod till sommaren 1842). Vid samma tid förde han ordet för studenterna, då de i en adress anropade Kristian VIII om en fri författning.
Han valdes i april 1840 till "borgerrepresentant" (stadsfullmäktig) i Köpenhamn och i december samma år till ständerdeputerad. Ett par månader därefter blev Lehmann av generalfiskalen anklagad med anledning av ett tal, som han hållit på ett folkmöte och i vilket han prisat det konstitutionella systemet samt gjort spetsiga utfall mot enväldet. 
Inför Höjesteret höll han ett lysande försvarstal, men blev det oaktat 1842 dömd till tre månaders fängelse - en händelse, som emellertid förskaffade honom en utomordentlig folkgunst. I ständerförsamlingen i Roskilde samma år uttalade Lehmann sig för allmän värnplikt samt för Holsteins frånskiljande och uppställde vid en 28-majfest (årsdagen af ständernas införande) rent ut "Danmark till Eidern" som politiskt program. 
1843 deltog han i stiftandet av Det skandinaviske selskab och var till 1849 medlem av dess styrelse. Under 1845 års nordiska studentmöte höll han ett glänsande tal i Kristiansborgs ridhus, varvid han - erinrande om mötet i Versailles bollhus 1789 - tog de närvarandes löften om obrottslig trohet mot den nordiska enhetstanken. 
Med anledning därav blev Lehmann åter åtalad, men frikänd. Året förut (1844) hade han blivit höjesteretsadvokat. 1846 framställde han i ständerna förslag till en fri författning för konungariket och Slesvig, med en frisinnad vallag, och i maj samma år deltog han i stiftandet av Bondevennernes selskab. 
Han spelade en framstående roll i den politiska rörelse, som följde på Kristian VIII:s död (januari 1848). Han var ordförande vid båda Casino-mötena (11 och 20 mars), avfattade "borgerrepresentanternes" adress till kungen och de resolutioner, i vilka folkviljan fick uttryck, samt blev 24 mars minister utan portfölj. Som sådan uppsatte han konungens svar till den slesvig-holsteinska deputationen samt avgick 27 mars i diplomatisk beskickning till Berlin och London för att förmå Preussen att avstå från att understödja de upproriska och för att utverka Englands mellankomst. I maj var han regeringskommissarie i Jylland.
Lehmann hade en viktig del i grundlagsutkastets uppsättande, men avgick i november från sin ministerpost och blev inte invald i den grundlagsstiftande riksförsamlingen. Kort därefter utnämndes han till amtman i Vejle amt samt visade i denna egenskap stor duglighet och vann mycket erkännande.
Vid Koldings intagande (april 1849) tillfångatogs han av slesvig-holsteinarna samt fördes till Gottorp och Rendsborg, där pöbeln gav luft åt sin harm mot honom för hans förra dristiga uppträdande mot de tyska anspråken. Först i augusti, efter vapenstilleståndet, blev han frigiven. 
1851-52 var Lehmann folketingsman och röstade mot tullagen. Från september 1854 var han landstingsman samt invaldes 1855 i riksrätten och 1856 i riksrådet. I landstinget intog han en ledande ställning och var 1855-61 referent ("ordfører") för 33 utskott. 
1860 tog han med värme till orda för att hävda den allmänna rösträtten, men talade på samma gång skarpt mot "den plebejiske aands onde instinkter" och väckte det starkaste misshag hos det demokratiska partiet. 1861 deltog han i uppsättandet av den stora folkadressen (med 71 000 underskrifter) om Slesvigs förening med Danmark.
Han blev den 15 september samma år inrikesminister, på vilken post han kvarstod till 31 december 1863. 1864 utsågs Lehmann till medlem av riksrådets landsting och tog under de följande åren betydande del i förhandlingarna om grundlagens revision, men förlorade sedermera sitt inflytande i riksdagen. 
1864 skrev han Om Aarsagerne til Danmarks Ulykke, som på kort tid utkom i 8 upplagor, och 1865-70 var han ordförande i Dansk Folkeforening. Hans efterlämnade skrifter utgavs 1872-74, i 4 band, av Hother Hage och Carl Ploug; ett urval av hans brev utgavs 1903 av Julius Clausen.
Orla Lehmann var gift med Marie Puggaard (1821-49), dotter till Hans och Bolette Puggaard.

## Utmärkelser
- Dannebrogsmännens hederstecken,  1858[5]
- Kommendör av Dannebrogorden,  1859[5]

[Redigera Wikidata]